# 小野彌夢
小野彌夢（小野弥夢，9月13日—），是日本漫畫家，出身日本廣島縣。

## 經歷
小野彌夢1977年以〈ロックンロールペテン師〉出道。之後在少女漫畫雜誌《少女フレンド》上活躍，現在則轉向淑女漫畫雜誌。代表作有《一代舞伶》、《金嗓公主》、《美少女騎士》等。《金嗓公主》是首度以職業聲樂家世界為主軸的少女漫畫。小野除了漫畫以外，也擅長水彩畫。
1984年作品《一代舞伶》榮獲第8屆講談社漫畫賞少女向部門賞。